# HD 63435
HD 63435，又名BD+04 1826，SAO 115966、HR 3033，是一颗恒星，视星等为6.53，位于銀經215.64，銀緯14.77，其B1900.0坐标为赤經7h 43m 42.4s，赤緯+4° 14.77′ 59″。